# Pedro Feijoo
Pedro Feijoo Barreiro, nacido en Vigo el 23 de noviembre de 1975, es un músico y escritor español.

## Trayectoria
Es licenciado en Filología Gallega por la Universidad de Santiago de Compostela. Ejerció como músico, productor, compositor y miembro de algunos proyectos musicales gallegos como Los Feliz y Lamatumbá. En 1997 publicó su primer libro, Cousas do «Galicia», por Castelao (en gallego), en el que se explica la relación de Alfonso Daniel Rodríguez Castelao con el periódico Galicia que dirigió Valentín Paz-Andrade. En 2005 publicó Viva o Fu Remol! (en gallego), una crónica sobre los problemas del panorama musical gallego.
En 2011 publicó el relato "O segredo do viaduto" (en gallego) en el libro XII Certame Literario de relatos curtos Os Viadutos. Su primera novela, Los hijos del mar (2012), fue finalista del Premio Xerais en 2011. En 2013 publica La memoria de la lluvia, novela alrededor de la figura de Rosalía de Castro. En 2015 cambia de registro con Morena, peligrosa y románica, su novela más cómica. En 2017 sale Los hijos del fuego, en la que los mismos personajes de "Los hijos del mar", se enfrentan a una de las intrigas mejor protegidas en la historia de la ciudad de Vigo: la de su fundación. Para el autor está a caballo entre la novela histórica y el thriller. En 2018 publica Sen piedade (en gallego), un libro terrible y dolorosamente personal, según el autor. También en 2018 sale Camiñar o Vigo vello. Un paseo pola historia da cidade (en gallego), un libro a caballo entre los manuales de historia y las guías turísticas.

## Obras

### Narrativa
- Los hijos del mar (2013). Espasa Libros. 432 págs. ISBN 9788467031119.[8] En gallego: Os fillos do mar (2012). Xerais. 432 págs. (En 2019 iba por la 11.ª edición). ISBN 978-84-9914-346-0. ePub: ISBN 978-84-9914-475-7.[9]
- La memoria de la lluvia (2016). Versátil Ediciones. ISBN 9788416580248.[10] En gallego: A memoria da choiva (2013). Xerais.[11] 472 págs. (En 2019 iba por la 8ª edición). ISBN 978-84-9914-570-9. Epub: 978-84-9914-556-3.
- Morena, peligrosa y románica: ¡Una comedia dantesca! (2015). Versátil Ediciones. ISBN 978-84-943582-9-6.[12] En gallego: Morena, perigosa e románica (2015). Xerais. 432 págs. ISBN: 978-84-9914-919-6. ePub: ISBN 978-84-9914-922-6.[13]
- Los hijos del fuego (2017). Ediciones B. 512 págs. ISBN 9788466661225.[14][15] En gallego: Os fillos do lume (2017). Xerais. 504 págs. ISBN 978-84-9121-231-7. ePub: ISBN 978-84-9121-232-4.[16]
- Sen piedade (2018). Xerais. 248 págs. ISBN 978-84-9121-400-7. ePub: ISBN 978-84-9121-376-5.[17] (En gallego)
- Un fuego azul (2020). Ediciones B. 528 págs. ISBN 9788466667128. En gallego: Un lume azul (2019). Xerais. 576 págs. ISBN  978-84-9121-615-5. ePub: ISBN 978-84-9121-603-2.[18]
- Nadie contará la verdad (2023). Ediciones B. 544 págs. ISBN 9788466675789. En gallego: Ninguén contará a verdade (2023). Vigo: Xerais.  Premio Xerais de novela.[19] 640 páxs. ISBN 978-84-1110-432-6. ePub: ISBN 978-84-1110-434-0.

### Ensayo
- Cousas do "Galicia", por Castelao (1997). Ediciós do Castro. ISBN 84-7492-847-8. (En gallego)
- Viva o Fu Remol! (2005) Xerais. 256 páxs. ISBN 978-84-9782-352-4. (En gallego)
- Camiñar o Vigo vello. Un paseo pola historia da cidade (2018). Xerais. (2ª ed. en 2019). 184 págs. ISBN 978-84-9121-326-0.[20] (En gallego)

### Libros colectivos
- O libro do fútbol (2023). Vigo: Galaxia.[21](En gallego)

## Premios
- Finalista del Premio Xerais en el 2011, por Los hijos del mar.
- Premio Arzobispo San Clemente en el 2013, por Los hijos del mar.
- Premio Frei Martín Sarmiento de Bachillerato y adultos en 2014, por Los hijos del mar.
- Premio Arzobispo San Clemente en el 2016, por La memoria de la lluvia.
- Premio Xerais de Novela en 2023, por Ninguén contará a verdade.[22]